# 高树勋 (1897年)

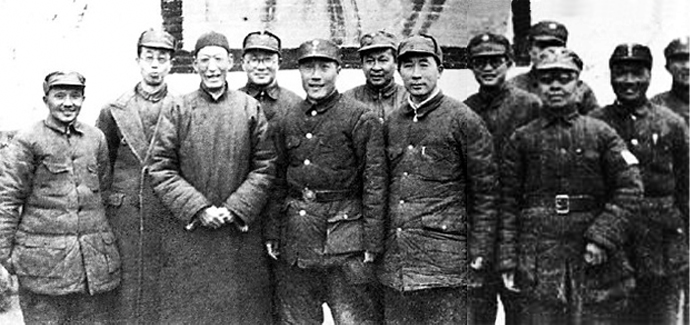
1946年2月，邓小平（左一）、刘伯承（左四）、薄一波（左七）、杨秀峰（左二）、高树勋（左五）与邯郸战役中被俘的国军第11战区副司令长官马法五（左三，着长衫者）合影。随后马法五交換葉挺被释放。

高樹勛（1897年—1972年1月19日），字建侯，直隶省天津府鹽山县常金乡高金村人，国民革命军中将、冀察战区总司令、第十一战区副总司令。河北省人民政府副省长、中华人民共和国国防委员会委员。

## 生平
幼年读私塾，后家贫辍学务农。1912年后在京津等地当学徒。1915年进北洋军冯玉祥第16混成旅当兵，先后参加了护国战争、反张勋复辟战争、直皖战争、直奉战争、北伐战争、中原大战，历任班长、排长、连长、营长、团长、旅长。1926年任国民革命軍第二集团軍第12师师长。1928年（民国17年），率軍入青海，降伏了支配青海的馬麒。1929年任青海省政府主席。
1930年（民国19年）中原大战冯玉祥战败。高树勋部被蒋介石改编为国民革命军第26路軍第27師任師長。1931年（民国20年）调江西省参加对中国工农红军的第三次围剿。1931年5月中村一战所部损失惨重。1932年8月16日至20日，在第四次“围剿”作战中，又连失乐安、宜黄。之后，高树勋乔装离队，经上海、南京返回天津，蒋介石以“弃城潜逃”罪名通缉。高树勋同中国共产党取得秘密联系。1933年（民国22年）参加了馮玉祥在察哈爾組織的察哈爾民众抗日同盟軍，高树勋变卖家产携资投奔，被任命为察哈尔民众抗日同盟军军事委员会委员、交通司令和骑兵司令，指挥部队在辛庄子、宣化一带抵御何应钦率领的中央军进攻。抗日同盟军失败后回到天津。1936年，应宋哲元之邀，到保定就任河北省保安处副处长。
1937年（民国26年）抗日战争全面爆发后，高树勋在保定发表声明，坚决抗战。宋哲元拨给高树勋两个营的兵力，加上河北保安队，组建了河北暂编第1师，高树勋任师长，同时兼任河北游击总指挥。宋哲元第一集团军南撤时，1938年1月高树勋率部在河北大名以南的南乐为防线抵御日军进犯豫北，掩护主力撤退过黄河。不久，所部改为国民革命军暂编第9师，在沁阳痛击日军。宋哲元第1集团军番号撤销后，高树勋的暂编第9师改为新编第6师，划归石友三第六十九军序列。1938年4月，高树勋率部赴山东，后进入沂蒙山区,一度与八路军联合抗日，不少共产党员被派往高部。第六十九军扩编为第10军团后，高树勋新编第6师扩编为暂编第一军。1938年底，高树勋奉命率部移驻冀鲁边区的乐陵、无棣、盐山一带。1939年初，第10军团又改为第39集团军。
1939年初，在八路军东进纵队司令员兼政委萧华的争取下，高树勋与八路军密切合作，打击日军70余次。1939年（民国28年）2月，任察哈爾省政府委員。1939年秋后，高树勋部移驻冀南。石友三在冀南一带搞反共“摩擦”，三次命令高树勋向八路军进攻，高树勋由于在此之前曾接受了共产党“坚持抗战，反对分裂”的统战政策，在反共“摩擦”中持消极态度，甚至公开拒绝石友三向八路军进攻的命令。1940年（民国29年）12月，由于石友三企图投降日本，高树勋奉蒋介石的秘密命令，12月1日逮捕并活埋了石友三。1941年（民国30年）1月，升任第39集团軍副总司令。1941年3月，所部改为新編第八軍，高树勋兼任军长。。1942年，第39集团军由鄄城往东明、曹县,过定陶，越过陇海线到达第一战区副司令长官汤恩伯的防区河南省项城一带驻扎。1942年11月，蒋介石命第39集团军第六十九军划归汤恩伯指挥。1943年1月，高树勋奉命赴重庆受训，在此期间又险遭军统暗害。1943年10月不久汤恩伯命其亲信胡伯翰任第39集团军副总司令兼新八军军长。1944年5月日军向国民党军进攻，汤恩伯部队溃退，高部则在洛阳、渑池等地顽强抵抗。豫西战役后第39集团军改为“冀察战区”，高树勋任总指挥，辖新八军和河北民军。不久，撤至西峡、南召一带驻防。在南召县与八路军河南军区王树声部参谋长陈先瑞举行了南召马石坪的火线会谈，达成了立即停火互不侵犯的协议。1945年8月1日，派中共地下党员王定南北上太行山与八路军联络，见到了陈毅、薄一波、滕代远、黄镇、申伯纯、刘伯承、邓小平；刘伯承给高树勋亲笔回信。
日本无条件投降后，蒋介石命令高树勋部原地待命，不得擅自行动，而高则置之不理，以冀察战区司令官名义率新八军和河北民军，从南召出发，星夜兼程，抵达郑州。再沿平汉路北上向冀察地区进发。
1945年8月1日，牛子龙等人在郏县谢庄自行成立第三集团军，总司令牛子龙，参谋长王立夫，第一军军长吴凤翔，第二军军长王文成，第三军军长黄万镒。8月3日(农历六月二十六)，牛子龙率队号称两万兵力向豫南进发，途经禹县、许昌五女店、临颍县，传来日军宣布投降的消息。这时新八军高树勋部已进抵许昌，尚停留在许昌的王文成、黄万镒部迫于形势，投靠了高树勋部。高树勋部新六师师长范龙章与吴凤翔是朋友关系，范拉吴加入高部。王文成出于与牛子龙的私交，请求高树勋设法保护被国民党河南省政府下令通缉的牛子龙，高应允。高树勋遂将牛部第一、第二军四个师改编为冀察战区挺进第九纵队，司令王文成、副司令吴凤翔（掌握队伍实权），牛子龙改名牛蕴五任参谋长。改编后的挺进第九纵队随高部北上。进至新乡后，动摇不定的王文成率嫡系返回许昌。九纵队由吴凤翔任司令继续随高部北上。之后，驻防汲县山彪镇（今卫辉市唐庄镇山彪村），与解放区隔山相望。1945年10月9日，牛子龙与岳本敬带随从7人，以上山打猎为名进入解放区，晋冀鲁豫边区参议会议长申伯纯、参议靖任秋、辉县抗日民主政府县长张天性接见了牛子龙等人，申伯纯传达了晋冀鲁豫边区首长指示：充分做好准备工作，不要急于求成；再潜伏一个时期，炸药在内部爆炸力量大。牛、岳由解放区带回大量宣传品和报纸杂志返回。1945年10月12日,牛、吴、岳三人决定由吴凤翔召开团长以上军官会议宣布起义，气氛紧张，无人响应。牛、岳率特务营和干训队320人离开山彪镇西门，行数公里后，与前来迎接起义的八路军一个团会师，经过整训，被改编为民主建国军豫北支队，由牛子龙任司令员、岳本敬任副司令员。高树勋部范龙章师派人将吴凤翔接到范部。吴凤翔率挺进第九纵队余部3000余人，随高树勋参加邯郸起义，编为民主建国军第一军特务团，吴凤翔任团长。
不久，蒋介石命孙连仲为第十一战区司令长官，高树勋为副司令长官，率部前往新乡与第三十军、第四十军汇合，沿平汉线北上进攻晋冀鲁豫解放区。邯郸战役期间，高树勋率领新編第八軍、河北民军1万多人于10月30日在磁县马头镇宣布脱离国军阵营，投向中国共产党，以民主建国军总司令名义通电全国《停止内战团结建国的起义宣言》。暂编第29师王敬鑫团渡过漳河逃走，编为第三十军第30师第90团。11月2日，毛泽东和朱德致电高树勋：“建侯将军吾兄勋鉴，闻吾兄率部起义，反对内战，凡属血气之士，莫不同声，特电驰贺，即颂戎绥。”1945年12月15日，毛泽东为中共中央起草的对党内指示中写道：“须从国民党军内部去准备和组织起义，开展高树勋运动，使大量的国民党军队在战争紧急关头，依照高树勋榜样，站到人民方面来，反对内战，主张和平。”中共中央要求各级党组织，从中央局、中央分局、区党委、地委、县委都要设立国军工作部。1946年11月1日，晋冀鲁豫版《人民日报》上登载了朱德总司令的文章《祝高树勋起义一周年》，文中写道：“在过去的一年中，除了高树勋将军的起义之外，还有其他无数次的同类事件，形成了一个潮流。起义军队达到蒋介石总兵力的百分之二十。高树勋运动已经成为国民党陆、海、空军中一切有爱国心有良心的广大官兵的旗帜，成为人民在自卫战争中战胜反动派而实现独立、和平、民主的重要因素之一。”中国共产党在国民党军队中开展了“高树勋运动”，促进了国民党军事力量的瓦解。

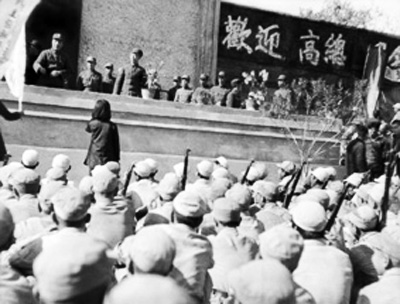
1945年11月10日，民主建国军在河北省武安县伯延镇举行建军大会。图为大会主席台。图中主席台上左一为高树勋。

1945年11月10日在武安县伯延镇，高树勋部改编成民主建国軍：
- 民主建国軍总司令高树勋
- 副总司令邢肇棠/1947年1月范龙章
- 参谋长廖安邦/1947年1月萧秉钧
- 总政治部主任王定南/张力之[7]
  - 副主任：张力之
- 第一军：新八军。军长范龙章/1947年1月廖安邦
  - 副军长兼参谋长萧秉钧
  - 军务处长许静凡
  - 第1师 师长阎济民/陈明韶（地下党员）
  - 第2师 师长田树青（失掉组织关系的党员），副师长聂子政（失掉组织关系的党员）
  - 第3师
  - 特务团 团长吴凤翔
- 第二军：河北民军。军长乔明礼
  - 副军长商正夏/靖任秋(1946年秋冬-)
  - 第4师师长商正夏兼
  - 第5师：1946年12月增编。师长聂子政（聂志超，（失掉组织关系的党员））
- 豫北独立支队：司令员牛子龙、副司令员岳本敬

1945年11月13日，经中共中央书记处批准，由邓小平、薄一波介绍，高树勋正式加入中国共产党。
民主建国軍成立后，由于上级未重视对起义部队的教育、溶化，导致了民主建国军出了很多问题。如官兵不一致，沿袭旧军队习惯，军官耽于享乐，甚至在补充不充分的时候，直接开口索要；抗拒溶入老部队，甚至拒绝出操训练；一部分沾染恶习的分子，搅扰地方不得安宁，根据地百姓苦不堪言；官兵出逃事件不断，特别是在1947年初国军全面进攻的困难时期。晋冀鲁豫军区派出一批政治工作干部到民主建国军开展政治工作，但这批干部同民主建国军将领相处并不愉快。在民主建国军的政治工作负责人，没有按照中央对待起义人员的政策，去真诚团结，耐心教育，帮助提高起义人员的思想水平，以使大家逐渐接受共产党的主张，而是采取“左”倾关门主义态度，争取下级排斥上级，鼓动士兵反对军官。所以，他们与起义军官的关系闹得极不融洽。晉冀魯豫中央局社會部部长杨奇清、晋冀鲁豫边区政府公安总局局长徐启文、晋冀鲁豫军区政治部保卫部第二科科长李广祥和副科长乔献捷、高树勋部的保卫科长于湘（1918-1983，后任武汉市人民检察院检察长）、副科长谷德（1919-1996，后任总政保卫部副部长）召开专门会议研究，在长治开设了神泉训练班，班主任谷德，对起义军官集中教育和审查，对有不轨行为的予以处理。1947年6月14日，晋冀鲁豫军区的某些领导，轻信民主建国军将要叛变投敌的“情报”。1947年6月15日，高树勋在长治潞城王庄（王村）驻地因民主建国军“阴谋暴动”而被逮捕审查，扣押了民主建国军总政治部主任王定南，高层将领悉数被撤职接受审查，排以上干部全部到军政大学学习。第二军副军长靖任秋接到军区副司令员滕代远的指示：高有不轨活动，命令解决该部。当时二军营以下干部已经基本都调动了，已经可以掌握这个军。靖任秋采取召集各师团长开会的办法，在他们全部到会以后，用军部警卫部队将其包围、扣留，全军一枪未发，完全解决了。晋冀鲁豫军区将情况报告给中共中央，毛泽东回电：高树勋邯郸起义有功，必须保证他的人身安全。高树勋由滕代远陪同到武安冶陶镇。策动高树勋部起义的共产党员、总政治部主任王定南也被突然扣押，五花大绑被送到神泉训练班，逼他承认“参与高树勋暴动”；王定南坚决不承认，审问人员说他不老实，将他吊打、背铐56天；王定南一口咬定没有此事，还高声说：“我要向党中央申诉!”因为态度“顽固”，便一直被关押直到1953年才从监狱中放出。民主建国军部队由政治部负责人率领全部打散编入冀南军区的第十纵队老部队。晋冀鲁豫军区第一副司令员徐向前在《初到解放战争前线》回忆：

晋冀鲁豫主力部队向南集中，准备渡黄河南进，上党地区空虚。我刚刚上任，就接到报告，说高树勋部拟利用我腹地空虚的机会，发动叛乱，带部队过黄河，投靠蒋介石。该部起义后，我军曾派了一些政工干部去工作，普遍开展下层的翻身运动，撤换反动军官，发展党的力量，取得了一定成绩。但是，高树勋在一些上层反动军官及特务的包围下，对我离心离德，并与国民党军统洛阳站取得联系，秘密召开反动军官会议，加紧进行叛变的准备。经请示中央和刘、邓，我们决定采取先发制人的方针，防患于未然。六月中旬，我派往高部的政工人员带领士兵首先扣押第一师的反动军官，接着包围高树勋总部及住宅，经战斗，高被解除武装。连同该部一军、二军的高级反动军官，一并送来军区司令部，听候处理。高树勋起义有功，与坚持叛变的反动分子不同，故中央采取宽大政策，只让我们对其进行批评教育，仍留军区工作。这一事件的顺利平息，证明我们采取的方针和措施是正确的。

老警卫员杨万聚的《开国元勋滕代远往事》记载：

晋冀鲁豫军区第二副司令员滕代远就住在冶陶镇一个普通的农家四合院里。此时已是后半夜二三点钟，警卫员杨万聚安顿好滕副司令员在北房睡觉后，就回到西房值班室。他跟着首长忙碌了一天，实在太困了，把桌上的煤油灯光拧小，准备趴在电话机旁打个盹儿。“叮铃铃!叮铃铃!”电话机的响声划破了寂静的夜空。杨万聚一把抓起耳机，只听对方急促的声音：“我是太行军区，找滕副司令有紧急情况报告!”“首长刚睡下。”杨万聚压低声音说。“情况万分紧急，高树勋的起义部队要逃跑!”“稍等，我马上叫醒首长。”杨万聚刚走出房门，只听“嘎吱”一声，北房的门开了，刚刚入睡的滕副司令员已走出了房门，他被值班室的电话铃声惊醒了。“怎么回事?”滕副司令员急切地问。“太行军区报告，说高树勋的部队要逃跑。”滕副司令员一听立即返回北房，抓起电话就对总机说“把太行军区的电话转过来。”滕代远从电话中得知，高树勋的起义部队准备脱离我军，要逃到还没有解放的安阳、新乡。滕代远当即果断地说：“要千方百计稳住高树勋，对少数顽固分子可以就地控制起来。等我到后再处理。”紧接着，滕代远与军区第一副司令员徐向前连夜研究了处置方案。次日天刚亮，滕代远就带着一个警卫排，乘坐一辆中吉普车和一辆大卡车，紧急赶往高树勋部队驻地。滕代远到达高树勋部队驻地时，太行军区已经采取措施，高的部队稳定下来了。滕代远代表军区宣布，高树勋的原班人员解散，排以上干部全部到军政大学学习。高树勋和其夫人，由滕代远陪同回到了武安冶陶镇。

民主建国军第二军军长乔明礼及其河北民军起义部队，由于在一年多的时间里改造得较好，没有受到“六一四事件”牵连。审查一年后，未发现证据，被关押人员在1948年春开始分配工作，高树勋也被任命为华北军区副司令员。到太原前线协助华北第一八兵团做争取第三十军军长黄樵松起义的工作。 
中华人民共和国成立后，高树勋任河北省交通厅厅长。后任河北省人民政府副主席、副省长等职务，全国政协委员、国防委员会委员及第一至第三届全国人大代表。1955年获得一级解放勋章。
1972年1月19日，高树勋在北京逝世。享年76岁。骨灰安放于八宝山革命公墓。1983年10月30日，在邯郸起义38周年的纪念大会上为民主建国军彻底平反。中共中央统战部顾问平杰三受中央委托，专门前往参加会议。当时曾经参加处理民主建国军问题的薄一波，也给大会发来了贺信：：

对召开这次具重要意义的纪念会，我不能前来参加，深表歉意。

在国民党反动派试图派兵北上，侵吞抗战果实，向我华北解放区进行挑战的时候，高树勋将军于1945年10月30日率所部新八军起义，口号是要民主、要和平，为反对内战、反对独裁，给国民党部队指出了一条出路，树立了一个好榜样。在毛泽东同志和中国共产党倡议下，开展了学习高树勋运动，取得了伟大胜利。

由高树勋将军率领组建的民主建国军，为打败蒋介石、建立新中国立下了卓越的功勋；建国后，他们又为社会主义革命和建设继续作出了贡献。

在纪念邯郸起义三十八周年的时候，让我们高呼：在解放战争中牺牲的民主建国军英雄们，永垂不朽！

让我们高呼：发扬邯郸起义的革命精神，为祖国四化建设做出新贡献！

在此，我向高树勋将军及已故的范龙章、乔明礼、陈明韶、田树青等将领致以深切的悼念，并对他们的家属致以亲切的慰问。

薄一波

1983年10月30日

1989年11月20日，邓小平在接见《第二野战军战史》编写组成员时说：

随后就是平汉战役，国民党第十一战区两个副司令长官马法五、高树勋带的三个军，还有一个乔明礼的河北民军纵队，几个部队打过来。马法五的第四十军、（鲁崇义的）三十军都是强的。高树勋的新八军也有战斗力呀！锡联在马头镇拚了一次，一拚就是几百人伤亡。我们打平汉战役比打上党战役还困难。打了上党战役，虽然弹药有点补充，装备有点改善，但还是一个游击队的集合体。在疲惫不堪的情况下，又打平汉战役。队伍没有到齐，敌人进攻。我跟苏振华通电话，叫他坚持五天，等后续部队到达指定地点。那次他们那个一纵队的阻击战是打得不错的，完成了阻击任务。这样，后面的队伍才赶上。平汉战役应该说主要是政治仗打得好，争取了高树勋起义。如果硬斗硬，我们伤亡会很大。我一直遗憾的是，后来我们对高树勋处理不公道。他的功劳很大。没有他起义，敌人虽然不会胜利，但是也不会失败得那么干脆，退走的能力还是有的，至少可以跑出主力。他一起义，马法五的两个军就被我们消灭了，只跑掉三千人。这个政治仗，我们下的本钱也不小。高树勋在受汤恩伯指挥的时候，就同我们有联系。由于关系比较久，所以我们是派参谋长李达亲自到马头镇他的司令部去做工作的。这件事你们好多人可能不知道。同李达一起去的还有王定南，当时是我们的联络，我见过多次。我们确实知道高树勋倾向起义，但在犹豫当中。那时国民党要吃掉西北军，有这个矛盾。李达、王定南一到那里，看见所有的汽车、马车都是头向南，准备撤退的。他们见面后，一谈就合拍了，高树勋决定起义，并且第二天就实行起义，把部队开向西北面的解放区。起义的第二天，伯承就到马头镇去看望高树勋。这样，马法五就惊慌了，命令他的两个军南撤。结果，我们在南面，在漳河北岸，把敌人截住了，又打了一个胜仗。

## 家人
- 夫人刘秀珍：高树勋邯郸起义时，刘秀珍在徐州。由王定南在刘邓司令部起草一封致中共中央的电报，请华东新四军派人把刘秀珍接到解放区。
- 女儿高继芳